# Guilladjé
Guilladjé est un village et une commune rurale du Niger.

## Géographie
La commune est frontalière du Bénin au sud.
|        | Kankandi          | Gollé   |
| Falmey | Guilladjé         | Sambéra |
|        | Karimama ( Bénin) |         |

## Villages
La commune s'étend sur 27 villages et 46 hameaux.